# François Bergh
Pour les articles homonymes, voir Bergh (homonymie).
 François Louis Charles Bergh, né à Neufchâteau (Belgique), le 22 novembre 1821 et y décédé le 25 mai 1905 fut un homme politique belge francophone libéral.
Il fut notaire.
Il fut échevin puis bourgmestre de Neufchâteau (Belgique), membre du parlement,, et conseiller provincial de la province de Luxembourg.